# Jørgen Blach
Jørgen Mogensen Blach (16. januar 1796 i Grevskabet Frijsenborg – 10. september 1866) var en dansk bonde og politiker.
Blach blev født 1796 på Grevskabet Frijsenborg, hvor forældrene, Mogens Mikkelsen Blach og Johanne Kirstine, havde fæstet Hadsten Kro; 1825 ægtede han Kirstine Marie Nielsdatter, en gårdejerdatter, og nogle år efter fik han svigerfaderens gård, Blachsgård, i Tåstrup, Randers Amt, som han ejede til kort før sin død, 10. september 1866. Blach var en ualmindelig fremskreden bonde; han ikke blot læste de nye landbrugsskrifter, men hvad de lærte, førte han ud i praksis på en så dygtig måde, at han ved flere lejligheder hædredes for "Landboflid og Vindskibelighed"; således fik han af Landhusholdningsselskabet i 1839 dets tredje sølvbæger. For øvrigt drev han en ret omfattende ejendomshandel, han var således til forskellig tid ejer af 12-14 land- og købstadsejendomme. Blachs navn er imidlertid mere knyttet til hans politiske end til hans agronomiske virksomhed. 1841 valgtes han til stænderdeputeret og henledede som sådan flere gange opmærksomheden på sig ved sine frisindede og yderst djærve udtalelser, ligesom han ved tronskiftet 1848 var med til at underskrive den af 26 jyske stænderdeputerede og suppleanter indgivne adresse om en "paa lige Menneske- og Borgerrettigheder bygget fri og folkelig konstitutionel Forfatning". Til den grundlovgivende rigsforsamling stillede Blach sig ikke, derimod valgtes han i december 1849 som repræsentant for Aarhus Amts 3. kreds til medlem af det første Folketing, og som i stænderforsamlingen var han også i Folketinget et flittigt medlem af forskellige udvalg. Da han ved de næste almindelige Folketingsvalg 1852 faldt igennem i sin gamle kreds, opgav han sin politiske virksomhed. Foruden denne har Blach fra tid til anden haft næsten alle kommunale ombud at røgte, ligesom han hædredes med en del private tillidshverv; således var han 1850, bl.a. sammen med Bregendahl og J.C. Nyholm, medindbyder til stiftelsen af Kreditforeningen af jydske Landejendomsbesiddere.